# フラサバソウ
フラサバソウ（学名: Veronica hederifolia）とはオオバコ科クワガタソウ属の植物の一種。ヨーロッパ原産で、日本には外来種として定着している。別名を「ツタバイヌノフグリ」といい、学名及び英名も同じ意味である。

## 名前
和名は、フランスの植物学者であるフランシェとサバティエの名前を組み合わせたものである。
サバチェは江戸末期から明治にかけて日本に滞在した医者で、当時新設された横須賀造船所でフランス人技師や日本の役人の健康管理にあたり、また近隣住民にも医療を施した。その一方で植物学者でもあった彼は熱心に植物採集を行い、標本を本国の友人で植物学者のフランシェに送った。この二人は連名で『日本植物目録』を出し、その中で本種が明治初年に長崎で採集されたことを記録していた。しかしその後日本でこれを採集したものがおらず、一度は誤りであろうと考えられた。ところがその後、1911年（明治44年）に田代善太郎が長崎で採集した標本を、国立科学博物館の奥山春季が1937年（昭和12年）に発見し、二人の記録が正しかったと確認されたとして、この二人の名を並べてこの和名を発表したものである。

## 分布と生育環境
ヨーロッパを原産地とする。
日本では明治初期に長崎県で初めて確認され、今では全国に帰化している。
道端などの草地に生え、雑草となっている。

## 特徴
二年草（越年草）。茎は地面に這って先だけが立ち、草丈10 - 20センチメートル (cm) ほどになる。葉はほとんどが互生し、1 - 2対の大きな鋸歯があり、表面はまばらに立った毛がある。
花期は春。葉腋から1個ずつ薄紫色の小さな花をつける。花冠は径4 - 5ミリメートル (mm) で、深く4裂する。雄蕊は2個、雌蕊は1個。萼の縁には、著しく毛が並んで生える。果実（蒴果）は球形で4本の浅い溝があり、多くは中に4個の種子が入る。種子は長さ2.5 mmで、横皺があり、腹面が深く凹む。
オオイヌノフグリなどより発芽の時期が遅く、花期になっても子葉が残っているのが特徴。コゴメイヌノフグリとタチイヌノフグリの中間のような形態を示し、毛が多い。しかし、コゴメイヌノフグリとは果実に毛がないことから区別できる。